# Dabbahu
Dabbahu è uno stratovulcano attivo facente parte del gruppo dell'Alayta, in Dancalia (Etiopia). Si innalza sopra la pianura del Teru. La sommità è coperta da colate di ossidiana e di pietra pomice.
Le recenti eruzioni si sono prodotte a partire da una fessura sul fianco nord-ovest; la prima eruzione storica è avvenuta il 26 settembre del 2005, durante la quale circa 6000 persone sono state evacuate dalle pendici del vulcano.